# Tony Gaffney
Tony Gaffney   (Boston, 14 de novembre de 1984) és un jugador professional de bàsquet estatunidenc que juga en la posició d'aler pivot.

## Carrera esportiva
En els seus primer anys va jugar a l'NCAA durant dos anys a Boston i durant tres més a Massachusetts. En el mes d'octubre de 2009, en acabar la seva experiència universitària, va fitxar pel Hapoel Gilboa Galil de la lliga israeliana, abandonant l'equip en el mes de novembre del mateix any. La temporada 2010-11 la inicia a la lliga turca a les files del Turk Telekom d'Ankara. Deixa l'equip en el mes de gener per anar a jugar la Development League nord-americana amb els Utah Flash.
El 2011 torna a Europa i fitxa pel Telekom Baskets Bonn de la alemany. La temporada 2012-13 fitxa pel FIATC Joventut de Salva Maldonado. Abandonarà l'equip en el mes de març perquè se li va obrir un expedient disciplinari per no presentar-se a un entrenament ni a un partit, adduint un impagament al seu agent de la comissió que havia de percebre per part del club badaloní. La temporada següent torna al Telekom Baskets Bonn d'Alemanya, i després jugarà dues temporades al Hapoel Jerusalem. El 12 de setembre de 2016, signa amb l'Alba Berlín per a la temporada 2016-17. El 26 de juliol de 2017 Gaffney fitxa pel club japonès Chiba Jets Funabashi per a la temporada 2017-18, no obstant en el mes de novembre abandona i signa novament amb l'equip israelià Hapoel Tel Aviv per la resta de la temporada. El 6 d'agost de 2018, Gaffney va signar un acord d'un any amb l'equip italià New Basket Brindisi.

## Palmarès
2011-12. Telekom Baskets Bonn (Alemanya). Copa. Subcampió

### Distincions Individuals
2010-11. Utah Flash (Estats Units). D-League. Millor cinc defensiu de la competició